# 上海合众图书馆
上海合众图书馆簡稱合众图书馆，是中国抗日战争时期在上海租界区内成立的一家私立图书馆。
1939年，叶景葵倡議建造合众图书馆。1939年5月，筹备处成立，筹备处办公室位于上海辣斐德路614号。叶景葵、张元济和陈陶遗3人组成筹备处，顾廷龙担任总编纂。1939年7月18日，顾廷龙草拟创办合众图书馆意见书，他打算要将合众图书馆办成一所专门收藏历史文献的图书馆。1941年8月，发起人会成立，陈叔通、李拔可出任董事会董事，陈陶遗出任董事长，叶景葵出任常务理事。同年图书馆迁往长乐路富民路路口。中华人民共和国成立后，1953年2月，董事会决议将合众图书馆馆舍和全部文献捐赠给上海市人民政府。1955年，改名为上海市历史文献图书馆。1958年10月，并入上海图书馆。